# Jill Craybasová
Jill Craybasová (* 4. červenec 1974, Providence, Rhode Island, USA) je bývalá americká tenistka.
Ve své kariéře vyhrála 1 turnaj WTA ve dvouhře a 4 turnaje ve čtyřhře.

## Finálové účasti na turnajích WTA (14)

### Dvouhra - výhry (1)
| Legenda                     |
| Kategorie Tier III (1)      |
| Kategorie Premier (0)       |
| Kategorie International (0) |

| Č. | Datum         | Turnaj          | Povrch | Soupeřka ve finále | Výsledek      |
| 1. | 6. říjen 2002 | Tokio, Japonsko | tvrdý  | Silvija Talajová   | 2-6, 6-4, 6-4 |

### Dvouhra - prohry (1)
| Legenda               |
| Kategorie Tier IV (1) |

| Č. | Datum          | Turnaj           | Povrch | Vítězka             | Výsledek       |
| 1. | 7. březen 2008 | Pattaya, Thajsko | tvrdý  | Agnieszka Radwańska | 6-2, 1-6, 7-64 |

### Čtyřhra - výhry (4)
| Legenda                |
| Kategorie Tier III (4) |

| Č. | Datum           | Turnaj            | Povrch | Partnerka              | Soupeřky ve finále                             | Výsledek       |
| 1. | 24. květen 2003 | Madrid, Španělsko | antuka | Liezel Huberová        | Angelique Widjajová Rita Grandeová             | 6-4, 7-66      |
| 2. | 22. srpen 2004  | Cincinnati, USA   | tvrdý  | Marlene Weingartnerová | Anna-Lena Grönefeldová Emmanuelle Gagliardiová | 7-5, 7-62      |
| 3. | 24. květen 2008 | Istanbul, Turecko | antuka | Olga Govorcovová       | Marina Erakovićová Polona Hercogová            | 6-1, 6-2       |
| 4. | 5. říjen 2008   | Tokio, Japonsko   | tvrdý  | Marina Erakovićová     | Ajumi Moritová Aiko Nakamurová                 | 4-6, 7-5, 10-6 |

### Čtyřhra - prohry (8)
| Legenda                |
| Kategorie Tier III (5) |
| Kategorie Tier IV (3)  |

| Č. | Datum            | Turnaj                     | Povrch | Partnerka              | Vítězky                                | Výsledek       |
| 1. | 31. říjen 2004   | Lucemburk, Lucembursko     | tvrdý  | Marlene Weingartnerová | Paola Suárezová Virginia Ruanová       | 6-1, 6-71, 6-3 |
| 2. | 2. říjen 2005    | Soul, Jižní Korea          | tvrdý  | Natalie Grandinová     | Čuang Ťia-žung Čan Jung-žan            | 6-2, 6-4       |
| 3. | 13. leden 2006   | Hobart, Austrálie          | tvrdý  | Jelena K. Tošićová     | Nicole Prattová Émilie Loitová         | 6-2, 6-1       |
| 4. | 18. červen 2006  | Birmingham, Velká Británie | tráva  | Liezel Huberová        | Li Na Jelena Jankovićová               | 6-2, 6-4       |
| 5. | 5. listopad 2006 | Quebec, Kanada             | tvrdý  | Alina Židkovová        | Carly Gullicksonová Laura Granvilleová | 6-3, 6-4       |
| 6. | 16. září 2007    | Bali, Indonésie            | tvrdý  | Natalie Grandinová     | Sun Šeng-nan Čchun-mej Ťiová           | 6-3 6-2        |
| 7. | 3. květen 2008   | Praha, Česko               | antuka | Michaëlla Krajiceková  | Andrea Hlaváčková Lucie Hradecká       | 1-6, 6-3, 10-6 |
| 8. | 2. listopad 2008 | Quebec, Kanada             | tvrdý  | Tamarine Tanasugarnová | A.-L. Grönefeldová Vania Kingová       | 7-63, 6-4      |

## Fed Cup
Jill Craybasová se zúčastnila 5 zápasů týmového Fed Cupu za tým Spojených států s bilancí 2-4 ve dvouhře a 1-1 ve čtyřhře.

## Postavení na žebříčku WTA na konci sezóny

### Dvouhra
| Rok    | 1998 | 1999   | 2000   | 2001  | 2002  | 2003  | 2004  | 2005  | 2006  | 2007  | 2008  | 2009  |
| Pořadí | 151. | ▼ 175. | ▲ 150. | ▲ 93. | ▲ 57. | ▼ 98. | ▲ 59. | ▲ 47. | ▼ 73. | ▼ 81. | ▲ 66. | ▼ 77. |

### Čtyřhra
| Rok    | 2001 | 2002   | 2003  | 2004  | 2005   | 2006  | 2007  | 2008  | 2009  |
| Pořadí | 213. | ▼ 682. | ▲ 84. | ▲ 57. | ▼ 115. | ▲ 67. | ▼ 74. | ▲ 45. | ▼ 91. |